# Legacy (Metal-Band)
Legacy ist eine kolumbianische Speed- und Thrash-Metal-Band aus Medellín, die 2004 gegründet wurde.

## Geschichte
Die Band wurde Ende 2004 von den Gitarristen David Restrepo und Camilo Montoya gegründet. Als Schlagzeuger stieß Yeison Orozco hinzu, da kein passender Sänger gefunden werden konnte, übernahm Montoya ebenfalls den Gesang. Daraufhin wurde das Demo Speed Destroy veröffentlicht, dessen Vertrieb jedoch nur leidlich funktionierte. 2005 verließ Restrepo die Besetzung, ehe 2006 das Demo Ready for the Combat erschien, das fünf Lieder enthält. In den folgenden Jahren erschienen weitere Tonträger, wie 2007 die Single Crossfire, 2008 die Split-Veröffentlichungen Iron Gangfighters are Ready for the Combat und Violent Thrashing Noise und im Jahr 2009 das Debütalbum Metallic Assault. 2013 schloss sich das zweite Album unter dem Namen Full Scale Invasion an.

## Stil
Laut classicthrash.com orientiert sich die Musik auf Metallic Assault stark am Old-School-Thrash-Metal. Hierbei würden sich die Lieder jedoch stark ähneln, da man meist dieselben Strukturen wiederhole. thethrashmetalguide.com befand, dass auf Metallic Assault Speed Metal im Stil von frühen Angel Dust, Warrant, Not Fragile, Solitaire und Piledrivers Stay Ugly zu hören sei. Die Geschwindigkeit der Lieder sei fast durchweg hoch, der Gesang klinge schrill, sei aber dennoch melodisch. Gelegentlich seien auch leichte Einflüsse aus dem Black- und Power-Metal hörbar. Auch Full Scale Invasion biete eine Mischung aus Thrash- und Speed-Metal, wobei man sich auf diesem Album stärker an reinem Speed Metal orientiert habe. Klanglich erinnere die Gruppe dabei an Exciter, Helloween, Not Fragile und Warrant. Der Gesang höre sich nun dünner an und setze mehr auf Screams und sei insgesamt mit dem von Dan Beehler von Exciter vergleichbar.

## Diskografie
- 2005: Speed Destroy (Demo, Eigenveröffentlichung)
- 2006: Ready for the Combat (Demo, Eigenveröffentlichung)
- 2007: Crossfire (Single, Evil Invader Records)
- 2008: Violent Thrashing Noise (Split mit Savage Aggression und Esquizofrenia, Eigenveröffentlichung)
- 2008: Iron Gangfighters Are Ready for the Combat (Split mit Iron Gang, Return the Crusher of Posers Productions)
- 2009: Metallic Assault (Album, AreaDeath Productions)
- 2011: The Speed Metal Chainsaw Massacre (Split mit Alcoholic Force, Heavy Steel Records)
- 2013: Full Scale Invasion (Album, Evil Invader Records)